# 44 Ophiuchi
44 Ophiuchi, som är stjärnans Flamsteed-beteckning, är en ensam stjärna i den södra delen av stjärnbilden Ormbäraren, som också har Bayer-beteckningen b Ophiuchi. Den har en genomsnittlig skenbar magnitud på ca 4,16 och är svagt synlig för blotta ögat där ljusföroreningar ej förekommer. Baserat på parallaxmätning inom Hipparcosuppdraget på ca 39,2 mas, beräknas den befinna sig på ett avstånd på ca 83 ljusår (ca 26 parsek) från solen. Den rör sig närmare solen med en heliocentrisk radialhastighet av ca –37 km/s. och beräknas komma inom ett avstånd av 30 ljusår från solen inom 550 000 år.

## Egenskaper
44 Ophiuchi är en vit till blå jättestjärna och Am-stjärna av spektralklass kA5 hA9 mF1 III, som anger att den har ett spektrum för en typ A5-stjärna baserad på kalcium K-linjen, och för en typ A9-stjärna utifrån väte- och metallinjerna. Den har en massa som är ca 1,8 solmassor, en radie som är ca 1,9 solradier och utsänder ca 13 gånger mera energi än solen från dess fotosfär vid en effektiv temperatur på ca 7 600 K.
44 Ophiuchi är en misstänkt variabel, som varierar mellan visuell magnitud +4,15 och 4,18 utan någon fastställd periodicitet.